# Franz Reichert (Schauspieler)
Franz Reichert (* 3. Oktober 1908 in Wien; † 28. Juni 1998) war ein österreichischer Schauspieler, Spielleiter, Regisseur und Theaterintendant.

## Leben
Franz Reichert studierte an der Staatsakademie für Musik und Darstellende Kunst in Wien bei Rudolf Beer. Ab 1926 hatte er erste Engagements als Schauspieler. Als Schauspieler und Regisseur wirkte er anschließend in Zürich, Essen (Spielzeit 1929/30), Graz, am Schauspielhaus Bremen als Oberspielleiter (1936–1941) und am Schauspiel Nürnberg (dort als „Oberregisseur“ und Oberspielleiter, 1941–1943).
Nach dem Zweiten Weltkrieg war er von 1945 bis 1950 als Regisseur und Oberspielleiter am Hebbel-Theater in Berlin tätig, inszenierte aber auch an anderen West-Berliner Bühnen, so ab 1950 am Schlosspark Theater und am Schillertheater.
In den Fünfziger Jahren war er als Gastregisseur an mehreren westdeutschen Bühnen tätig, u. a. am Stadttheater Bonn (Spielzeit 1950–1951), am Deutschen Theater Göttingen (ab 1951), am Landestheater Hannover (1952–1953), an den Städtischen Bühnen Wuppertal (1954–1955) und am Thalia Theater in Hamburg. In der Spielzeit 1952/53 inszenierte er als Gast am Stadttheater Basel.
1955 inszenierte er erstmals am Wiener Burgtheater, wo er ab der Spielzeit 1955/56 auch als Betreuer für die Repertoirevorstellungen verantwortlich war. Von 1957 bis zum Ende der Spielzeit 1958/59 war er Regisseur und Schauspieldirektor am Landestheater Hannover. Von 1959 bis 1965 war er als fester Regisseur am Burgtheater Wien tätig, dort auch in der Position als Regie-Vorstand.
1965 wechselte er als Nachfolger von Kurt Ehrhardt als Schauspielintendant an das Schauspiel Hannover, wo er bis 1973 in dieser Position verblieb. Reichert widmete sich in Hannover insbesondere auch der Pflege des zeitgenössischen Theaters und setzte Stücke von Jean-Paul Sartre, Rolf Hochhuth, Martin Walser und Peter Weiss auf den Spielplan, die er häufig auch selbst inszenierte. Daneben war er weiterhin als Gastregisseur tätig.
Reichert inszenierte ein breites Repertoire, das die Klassiker der Theaterliteratur ebenso umfasste, wie die Stücke der Jahrhundertwende und der Moderne. Zu Beginn seiner Regietätigkeit erwarb er sich insbesondere Verdienste um das antifaschistische Zeitstück der Nachkriegszeit. Jochanan Ch. Trilse-Finkelstein würdigt Reichert im „Lexikon Theater International“ als einen „vom Literarischen kommenden Regisseur, der Textreue wahrt“, und dessen Inszenierungen „überschaubar, klug disponiert, handwerklich genau“ seien.
Reichert inszenierte u. a. Stücke von Shakespeare, Goethe, Schiller, Hebbel, Strindberg, Bertolt Brecht und Fritz Hochwälder. Im Bereich des zeitgenössischen Theaters realisierte er in seinen Inszenierungen Werke von Autoren wie Friedrich Dürrenmatt, Martin Walser, Peter Weiss und Sławomir Mrożek.
Reichert war mit der österreichischen Kammerschauspielerin Sigrid Marquardt (1924–2016) verheiratet. Er wurde am 10. Juli 1998 auf dem Hietzinger Friedhof (Gruppe 15, Nummer 8E) beigesetzt.

## Inszenierungen (Auswahl)
- 1930: Die Trojanerinnen [sic!], Stadttheater Essen
- 1945/46: Die Illegalen (von Günther Weisenborn), Hebbeltheater Berlin/Studio, Uraufführung
- 1946: Bund der Jugend (von Henrik Ibsen), Hebbeltheater Berlin/„Volksbühne“ des Hebbeltheaters
- 1946/47: Geiseln (von Rudolf Leonhard), Hebbeltheater Berlin/„Volksbühne“ des Hebbeltheaters
- 1947: Babel (von Günther Weisenborn), Deutsches Theater Berlin
- 1947: Jacobowsky und der Oberst, Hebbeltheater Berlin, dt. Erstaufführung
- 1947/48: Lysistrata, Hebbeltheater Berlin/„Volksbühne“, Theater in der Kastanienallee
- 1948: Wach auf und singe (von Clifford Odets), Deutsches Theater Berlin/Kammerspiele
- 1948: Der Teufelsschüler (von George Bernard Shaw), Hebbeltheater Berlin
- 1949: Die Ballade vom Eulenspiegel (von Günther Weisenborn), Hebbeltheater Berlin
- 1950: Der Wald, Hebbeltheater Berlin
- 1950: Der Groß-Cophta, Theater am Schiffbauerdamm, Berlin
- 1950/51: Don Karlos, Stadttheater Bonn
- 1951/52: Wallenstein, Landestheater Hannover (mit Bernhard Minetti in der Titelrolle)
- 1952: Die Ehe des Herrn Mississippi, Schlosspark Theater Berlin
- 1952/53: Sodom und Gomorra (von Jean Giraudoux), Deutsches Theater Göttingen
- 1952/53: Der Wald, Deutsches Theater Göttingen
- 1952/53: Der Revisor, Stadttheater Basel
- 1953: Kolportage (von Georg Kaiser), Schlosspark Theater Berlin
- 1955: Der Wald, Städtische Bühnen Wuppertal
- 1955: Das kalte Licht (von Carl Zuckmayer), Städtische Bühnen Wuppertal
- 1955: Der Verschwender, Burgtheater Wien
- 1956: Einladung ins Schloß (von Jean Anouilh), Akademietheater Wien
- 1957: Richard II., Landestheater Hannover
- 1958: Der kaukasische Kreidekreis, Landestheater Hannover
- 1958: Die Heirat (von Nikolai Gogol), Landestheater Hannover
- 1958: Der Verschwender, Landestheater Hannover
- 1958: Fast ein Poet (von Eugene O’Neill), Landestheater Hannover
- 1958: Das Käthchen von Heilbronn, Landestheater Hannover
- 1958/59: Kabale und Liebe, Theater in der Josefstadt,
- 1963: Der zerbrochne Krug, Theater in der Josefstadt
- 1963/64: Ein Bruderzwist im Hause Habsburg, Burgtheater Wien (gemeinsam mit Kurt Horwitz)
- 1964: Nach Damaskus (von August Strindberg), Burgtheater Wien
- 1965: Eiche und Angora (von Martin Walser), Landestheater Hannover
- 1966: Tango (von Sławomir Mrożek), Landestheater Hannover
- 1967: Tartuffe, Landestheater Hannover
- 1969/70: Trotzki im Exil (von Peter Weiss), Landestheater Hannover
- 1971: Unverhofft (von Johann Nestroy), Akademietheater Wien

## Hörspiele (Auswahl)
Sprecher:
- 1948: Ellis Parker-Butler: Schwein ist Schwein – Regie: Nicht bekannt (Kurzhörspiel, Hörspielbearbeitung – RIAS)
- 1948: Thornton Wilder: Die Brücke von San Luis Rey (Buchhändler) – Regie: Gustav Burmester (Hörspielbearbeitung – NWDR Hamburg)
- 1948: Walther Johannes Meyer: Keiner weiß vom andern (Sprecher) – Regie: Ludwig Cremer (Kurzhörspiel – NWDR Hamburg)
- 1949: Hans Egon Gerlach: Goethe erzählt sein Leben (6. und 14. Teil) – Regie: Mathias Wieman (Hörbild – NWDR Hamburg)
- 1949: Unbekannt: Anatols Hochzeitsmorgen – Regie: Nicht bekannt (Kurzhörspiel – RIAS)

Mitautor:
- 1963: Alfred Maria Willner und Franz Reichert: Seinerzeit ausverkauft: Das Dreimäderlhaus – Regie: Heinz-Günter Stamm (Hörspiel – BR)